# Veronica stamatiadae
Veronica stamatiadae är en grobladsväxtart som beskrevs av M. A. Fischer och Greuter. Veronica stamatiadae ingår i släktet veronikor, och familjen grobladsväxter. Inga underarter finns listade i Catalogue of Life.